# Недостатак црвуљка
Недостатак црвуљка или агенеза апендикас је ретка аномалија која настаје ако у осмој недељи ембрионалног развоја не дође до његовог формирања. Некада постоји могућност да се црвуљак развија као и слепо црево, али не долази до његове демаркације од остатка слепог црева, тако да се могу наћи више од четири хаустре слепог црева.
Свака агенезија црвуљка захтева да се трбушна шупљина прегледа у целости, због могућности аутоампутације, интусусцепције или волвулуса црвуљка. 

## Епидемиологија
Недостатак црвуљка је изузетно ретка конгениталне аномалије, која се јавља  са инциденцом на операцијама од приближно 1 случај на 100.000 лапаротомија.

## Етиопатогенеза
Недостатак црвуљка најчешће је последица спорадичне етиологије. Међутим, у ретком генетском стању, породичне јејуналне атрезије, одсуство црвуљка је ретка али препозната карактеристика. 
Претпоставља се да је узрок одсутног слепог црева секундарни у односу на интраутерину васкуларну аномалију.  Заустављање развоја се може десити у било којој фази и довести до: 
- одсуства слепог црева и црвуљка (тип 1),

- тупог конусног слепог црева без црвуљка (тип). 2),

- уздужног симетричног слешпог црева  са уздужним мишићним тракама које конвергирају према његовом врху, али без апендикаса (тип 3),
- асиметричног слепог црева без црвуљка (тип 4).[3]

Такође излагање талидомиду у материци може довести до неформирања црвуљка. 
Пошто је епител слепог црева обложен биофилмом комензалне бактеријске флоре која може да игра улогу у имунитету црева, сматра се да је слепо црево очувано природном селекцијом.

### Ембриологија
Сви месождери поседују неку врсту црвуљка, али се људски вермиформни црвуљак налази у упоредивој структури само код високих антропоидних мајмуна. Људском црвуљка не могу се приписати никакве ендокрине функције. Слепо црево је изведено из дисталне гране примитивне цревне петље.2 Тамо, на малој удаљености од имплантације вителинског канала, на слободној ивици се појављује дилатација, у облику дивертикулума и представља аналог  апарата слепог црева. Ово се јавља у петонедељном ембриону. Потом се овај дивертикулум  издужује и постепено поприма облик у виду левка. Потпуно развијен црвуљак се види у ембриону старом 10 недеља као дистални крај слепог црева који није успео да расте тако брзо као преостали део слепог црева. 
Такође је утврђено да је израслина цекоапендикса способна за значајне морфолошке варијације. Три теније се састају где се слепо црево спаја са цекумом и формира спољашњи уздужни мишићни слој слепог црева. Стога су теније добар оријентир који треба пратити да би се идентификовао црвуљак, посебно предње теније. Однос основе црвуљака је константан и налази се 2–5 цм испод илеоцекалне валвуле на задњој медијалној страни.

## Дијагноза
Дијагноза агенезе црвуљка не би требало да се поставља осим ако се илеоцекално подручје и ретроцекални простор детаљно не истраже. Тако да се сматра да се дијагноза поставља на основу искључења при лапаротомији. На зо упућује чињеница да је већина случајева одсуства црвуљка обично утврђена код одраслих пацијената или одраслих лешева, али ретко код деце. ј
Повезани мезентерични лимфаденитис се понекад примећује током лапароскопије или лапаротомије због урођеног одсуства слепог црева. Међутим, ауто-ампутирани црвуљак такође може бити жариште запаљења унутар перитонеалне шупљине.  У другим случајевима, није пронађен очигледан узрок симптома код пацијента.

## Значај
Иако се код људи црвуљак сматра  рудиментарним органом, упркос многим истраживања, није доказано да је одсуство црвзљка повезано са било каквим штетним здравственим ефектима. Штавише, људи без сцрвуљка избегавају ризик од развоја акутног апендицитиса.